# Краснососенская волость
Краснососенская волость — административно-территориальная единица в составе Островского уезда Псковской губернии РСФСР в 1924 — 1927 годах. Центром было село Красное Сосонье.
В рамках укрупнения дореволюционных волостей губернии, новая Краснососенская волость была образована в соответствии с декретом ВЦИК от 10 апреля 1924 года из упразднённых (дореволюционной) Сонинской волости Островского уезда и Заборовской и части Докатовской волостей Псковского уезда образована Сонинская волость и разделена на сельсоветы: Воробьевский, Заборовский, Ладыгинский, Сонинский, Травинский, Федоровский. В декабре 1924 года волость была переименована в Краснососенскую. В октябре 1925 года были упразднены Травинский и Федоровский сельсоветы и образованы Листвинский и Шалашинский. В феврале 1926 года были образованы Горбовский, Сорокинский, Травинский, Федоровский сельсоветы.
В рамках ликвидации прежней системы административно-территориального деления РСФСР (волостей, уездов и губерний), Краснососенская волость была упразднена в соответствии с Постановлением Президиума ВЦИК от 1 августа 1927 года, а Воробьевский, Заборовский, Листвинский сельсоветы были включены в состав Славковского района Псковского округа Ленинградской области, остальные сельсоветы — в состав Выборского района того же округа и области.